# طالب الدوس
طالب الدوس (11 مارس 1968 -) هو ممثل ومخرج ومؤلف فلسطيني.

## مسيرته
له عدة أعمال درامية ويعتبر أشهرها مسلسل (عرس الدم) عام 2007 و(أيام السراب) عام 2009، وله العديد من الأعمال المسرحية التي ألفها ومنها مسرحية (المسعور) وحصلت على جائزة أفضل عمل متكامل في مهرجان الدوحة الثاني المسرحي، والعمل المسرحي (الكرسي فوضى) وحصل بها على جائزة أفضل سينوغرافيا بمهرجان المسرح الشبابي الثالث، والعرض المسرحي (العربة) والذي شارك به في مهرجان (الصواري) المسرحي للشباب في البحرين.

## أعماله

### تأليف
زواج بالحلال
2022 - مسرحية
(إعداد)
عائلة دوت كوم
2022 - مسلسل - اذاعي
(مؤلف)
الرهائن
2021 - مسلسل
(فكرة)
فلاشات 2021
2021 - مسلسل
(مؤلف)
العمر مرة
2020 - مسلسل
(مؤلف)
فلاشات
2020 - مسلسل
(مؤلف)
كوفيد التاسع عشر
2020 - مسرحية
(مؤلف)
خربطيشن
2019 - مسرحية
(مؤلف)
طربال رايح جاي
2018 - فيلم
(مؤلف)
مواطن بالإيجار
2018 - مسرحية
(مؤلف)
عرب تويت
2016 - مسرحية
(مؤلف)
فوق السطح 2
2016 - فيلم - رسوم متحركة
(سيناريو و حوار )
تمبة 2
2015 - مسلسل
(سيناريو وحوار)
فوق السطح 1
2015 - فيلم - رسوم متحركة
(مؤلف)
العافور
2014 - مسلسل
(مؤلف)
خرابة خمس نجوم
2014 - مسرحية
(مؤلف)
طماشة ج4
2012 - مسلسل
(مؤلف)
آخر صفقة حب
2009 - مسلسل
(مؤلف)
الحب الكبير
2009 - مسلسل
(إعداد ومعالجة درامية)
امرأة وأخرى
2009 - مسلسل
(مؤلف)
أيام السراب
2009 - مسلسل
(قصة وسيناريو وحوار)
طماشة
2009 - مسلسل
(قصة وسيناريو وحوار)
عرس الدم
2007 - مسلسل
(مؤلف)
طرب فاشن
2006 - فيلم
(مؤلف)
اللقيطة
2005 - مسلسل
(مؤلف)
الدنيا لحظة
2004 - مسلسل
(مؤلف)
درب الخطايا
2001 - مسلسل
(مؤلف)

### تمثيل
عائلة دوت كوم
2022 - مسلسل - اذاعي
فايز التوش 2000
1998 - مسلسل
حتى إشعار آخر
1997 - مسلسل
نأسف لهذا الخلل
1996 - مسلسل
بيت المغتني
1995 - مسلسل
السر في بير
1994 - مسلسل

### اخراج
زواج بالحلال
2022 - مسرحية
(مخرج)
خربطيشن
2019 - مسرحية
(مخرج)
كومبارس
2019 - مسرحية
(مساعد مخرج)